# Adzjika
Adzjika (Georgisch: აჯიკა; Abchazisch: аџьыка) is een Georgische pittige kruidenpasta en komt van oorsprong uit Abchazië en Mingrelië. Het kruidenmengsel wordt meestal gebruikt als marinade voor vlees, gevogelte en vis, maar ook als ingredient in traditionele gerechten satsebeli, tsjasjoesjoeli en anderen.

## Achtergond
Adzjika komt uit de west-Georgische regio's Mingrelië (Samegrelo) en Abchazië. Het komt dan ook veel voor in de gerechten uit deze gebieden. Volgens de overlevering heeft adzjika zijn oorsprong in de 15e eeuw, toen landeigenaren peper begonnen toe te voegen aan het zout dat aan het vee werd gegeven om te voorkomen dat herders het zout zouden afpakken. Zout was een kostbaar product in die tijd. De herders mengden het zout en de peper echter met knoflook en bergkruiden en zo zou adzjika zijn ontstaan. De oorspronkelijke Abchazische naam Apirpil-dzjika (Georgisch: აპირპილ-ჯიკას) betekent zout met peper.
Er zijn twee soorten Adzjika, een rode en een groene. Het onderscheid komt voornamelijk door het gebruik van rode dan wel groene pepers als basis. Traditioneel is adzjika een kruidenpasta, maar door de popularisering in de Sovjet-Unie en andere delen van Oost-Europa zijn ook andere varianten ontstaan. Met name een meer sauzige versie die als condiment gebruikt kan worden is populair geworden buiten Georgië. Deze is ook voornamelijk op tomaten gebaseerd en lijkt daarmee meer op de ajvar van de Balkan of een salsa.

## Ingrediënten en toepassing

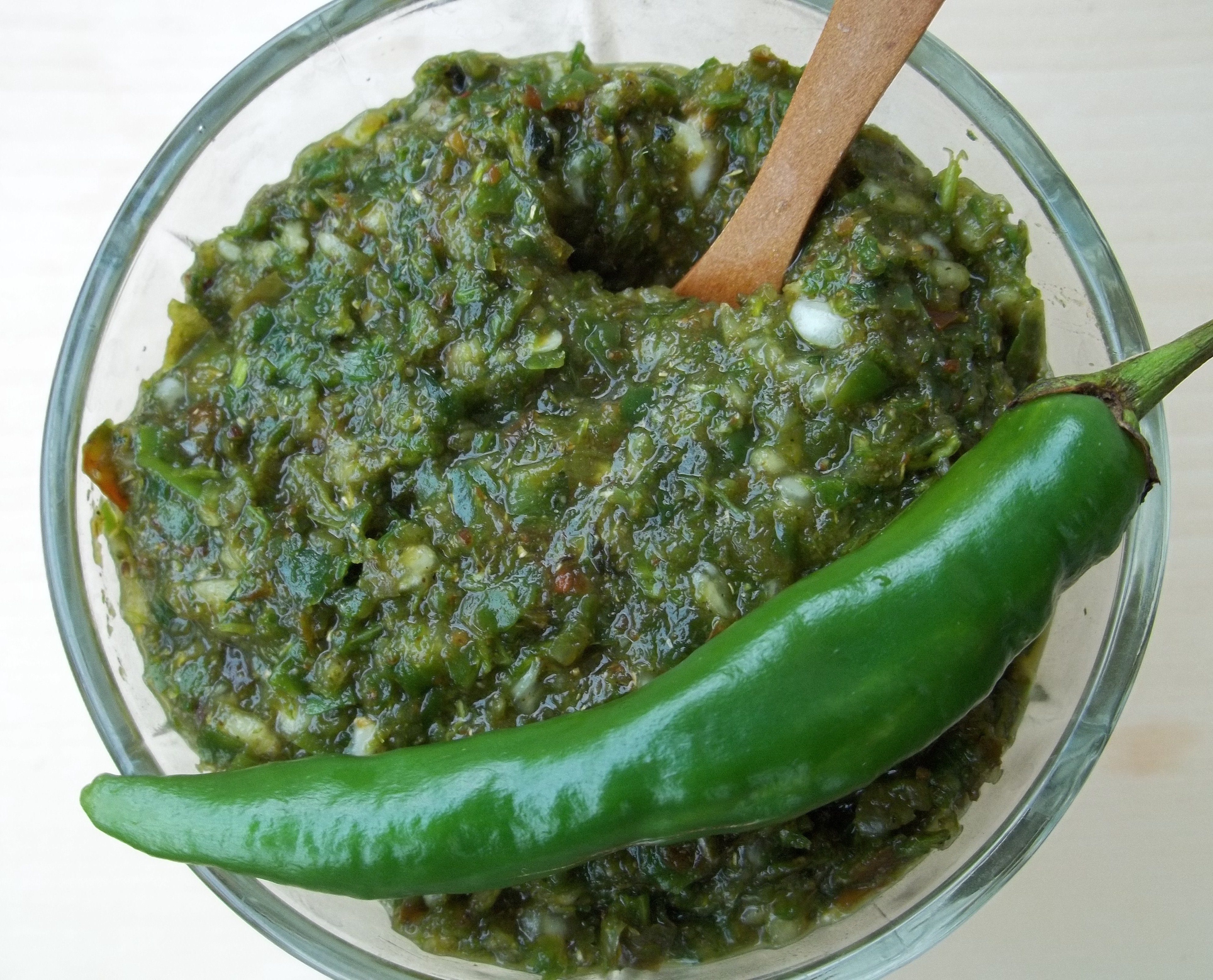
Groene adzjika.

Rode adzjika wordt gemaakt van fijn gehakte rode paprika en chilipeper gemengd met knoflook, verse koriander, basilicum, platte peterselie, blauwe fenegriek, afrikaantjes (Imeretisch saffraan). Soms wordt ook dille toegevoegd. In groene adzjika worden naast groene paprika en pepers naar verhouding meer groene kruiden gebruikt wat het een meer milde smaak meegeeft die geschikter is als een spijzige condiment.
De adzjika-pasta wordt gebruikt om vlees-, gevogelte- en visgerechten mee te marineren. De adzjika wordt daarnaast in talloze Abchazische en Mingreelse recepten gebruikt, zoals tsjachochbili, tsjasjoesjoeli of in sauzen zoals satsebeli.

## Cultureel erfgoed
Op 19 november 2018 werd adzjika op de Georgische lijst van immaterieel cultureel erfgoed geplaatst. Dit gebeurde in het kader van het project Georgisch Smaakerfgoed, waarin meerdere traditionele Georgische culinaire producten een beschermde status krijgen.